# زمین‌لرزه مورموری
زمین‌لرزه مورموری ممکن است به یکی از موارد زیر اشاره داشته باشد:
- زمین‌لرزه مرداد ۱۳۹۳ مورموری
- زمین‌لرزه مهر ۱۳۹۳ مورموری